# Salem, Ohio
Salem är en ort i Columbiana County i delstaten Ohio, USA.